# Аношки (Вілейський район)
Аношки (біл. вёска Аношкі) — село в складі Вілейського району Мінської області, Білорусь. Село підпорядковане Стешицькій сільській раді, розташоване в північній частині області.

## Історія
У 1921–1945 роках село знаходилось у Польщі, у Вільнюській воєводстві, Вілейського повіту, гміні Довгиново.

## Населення
- 1866 рік - 229 люди, 21 будинки[1]
- 1921 рік - 317 люди, 71 будинки[2].
- 1931 рік - 424 люди, 91 будинки[3].